# Kuno (nome)
Kuno  è un nome proprio di persona tedesco maschile.

## Varianti
- Maschili: Cuno

## Origine e diffusione
Deriva dall'elemento germanico kuni, che significa "clan", "famiglia", da cui anche Cuniberto e Cunegonda; può costituire un diminutivo di nomi che iniziano con esso.

## Onomastico
Il nome è adespota, non essendo portato da alcun santo. L'onomastico ricade quindi il 1º novembre, giorno di Ognissanti.

## Persone
- Kuno Becker, attore messicano
- Kuno Fischer, filosofo tedesco
- Kuno Klebelsberg, politico ungherese
- Kuno Klötzer, allenatore di calcio tedesco
- Kuno di Urach, vescovo e cardinale tedesco
- Kuno-Hans von Both, generale tedesco
- Kuno von Eltz-Rübenach, politico e militare tedesco
- Kuno von Moltke, generale tedesco
- Kuno von Westarp, politico tedesco

### Variante Cuno
- Cuno Amiet, pittore, illustratore, grafico e scultore svizzero
- Cuno Hoffmeister, astronomo tedesco
- Cuno Tarfusser, magistrato italiano